# Eder Sarabia
arabia Armesto (Bilbao, Vizcaya, 27 de septiembre de 1980) es un exfutbolista y entrenador de fútbol español.
Actualmente dirige al Elche C. F., consiguiendo su ascenso a la Primera División de España en su primera temporada como técnico ilicitano.

## Carrera deportiva
Es hijo del exfutbolista y entrenador de fútbol Manu Sarabia. Como jugador llegó a Tercera División, donde jugó en el Arenas Club y el S. D. Leioa, pero se retiró a edad temprana y, tras finalizar sus estudios universitarios, comenzó su carrera como entrenador en la cantera del Athletic. De aquí pasó por el Danok Bat (equipo de fútbol base de Bilbao) en 2005.
Tras siete años en Bilbao se inició en el fútbol base del Villarreal C. F., pasando por el Juvenil A, al que hizo campeón, y por el tercer filial en la temporada 2013-14.
En octubre de 2015, Eder se unió al equipo de Quique Setién para ser segundo entrenador en la U. D. Las Palmas de Primera División en el que estaría durante las temporadas 2015-16 y 2016-17.
En julio de 2017, se incorporó al Real Betis Balompié de Primera División, nuevamente como segundo de Quique Setién, al que también acompañaría durante las temporadas 2017-18 y 2018-19. El 13 de enero de 2020, llegó con Quique Setién al banquillo del F. C. Barcelona de Primera División. El 17 de agosto de 2020, tras el 2-8 ante el Bayern de Múnich, el conjunto azulgrana decidió prescindir de los servicios del cántabro y de su ayudante.
El 18 de enero de 2021, fichó como entrenador del F. C. Andorra de la Segunda División B de España hasta el final de la temporada, con Gerard Piqué de presidente, con el que coincidió en su etapa en el F. C. Barcelona. Al término de la temporada 2020-21, lograría clasificarlo para los play-offs de ascenso a la Segunda División, asegurándose su participación en la Primera División RFEF 2021-22. Al año siguiente, logró ascender a la categoría de plata del fútbol español por primera vez en su historia, logrando una meritoria 7ª posición en la clasificación del curso 2022-23. Sin embargo, el 25 de marzo de 2024, fue despedido debido a los malos resultados, dejando al equipo del Principado último clasificado en LaLiga Hypermotion.
El 24 de junio de 2024, el Elche C.F. anunció el fichaje de Sarabia como su entrenador para la temporada 2024-2025, con un contrato para una única temporada. Tras un inicio dubitativo, el entrenador bilbaíno ascendió al club ilicitano a Primera División como segundo clasificado, con 77 puntos. El ascenso se certificó en la última jornada tras vencer al Deportivo de La Coruña en Riazor por 0-4. El 10 de junio de 2025, se anunció su renovación con el club franjiverde por dos años.

## Trayectoria como entrenador
| Club                                 | País    | Año       |
| ------------------------------------ | ------- | --------- |
| Villarreal C. F. "C"                 | España  | 2013      |
| U. D. Las Palmas (2.º entrenador)    | España  | 2015-2017 |
| Real Betis Balompié (2.º entrenador) | España  | 2017-2019 |
| F. C. Barcelona (2.º entrenador)     | España  | 2020      |
| F. C. Andorra                        | Andorra | 2021-2024 |
| Elche C. F.                          | España  | 2024-Act  |